# القتلة (القويعية)
القتلة، هي قرية من فئة (ب) تقع في محافظة القويعية، والتابعة لمنطقة الرياض في السعودية. وتبعد القتلة عن محافظة القويعية بمسافة تقارب () كم.